# Trakt solny
Trakt solny lub tzw. droga solna zwany także niskim traktem (por. Via Regia) – szlak handlowy, którym wożono sól z Lipska i Halle do Wrocławia i Poznania. Stanowił dogodne połączenie pomiędzy miastami Wielkopolski i  Śląska a Niemcami.
Trakt solny łączył:
- Lipsk,
- Naumburg (Saale),
- Halle (Saale),
- Mużaków (Bad Muskau),
- Trzebiel,
- Żary,
- Żagań,
- Szprotawę,
- Kożuchów,
- Głogów,
- Wschowę,
- Kościan

## Literatura
- Jaworski, Tomasz – "Żary w dziejach pogranicza śląsko-łużyckiego", Żary 1993, s.73, 76-77.
- Majchrzak, Jerzy Piotr – "Terra Sarove, z dziejów polskich Łużyc", Monogram, Żary 2004, s.11